# غارياوات
الغارياوات أو الهف الأبيض أو الأبيض أو حفار الرمال أو هف الرمال (الاسم العلمي: Sillaginidae)، فصيلة أسماك بحرية ساحلية قاعية من رتبة الفرخيات. تعيش الهفيات البيضاء في منطقة واسعة تغطي جزءًا كبيرًا من المحيط الهندي، من الساحل الغربي لإفريقيا من الشرق إلى اليابان ومن الجنوب إلى أستراليا. تتألف الفصيلة من خمسة أجناس و35 نوعًا فقط، من بينهم عدد مشكوك فيه، مع آخر مراجعة رئيسية للفصيلة في عام 1992 التي لم تستطع تأكيد صحة عدد من الأنواع الأخرى.